# Girolamo Rusticucci
Girolamo Rusticucci (né à Cartoceto dans les États pontificaux, en janvier 1537 et mort à Rome le 14 juin 1603) est un cardinal italien du XVIe siècle et du début du XVIIe siècle.

## Biographie
Girolamo Rusticucci va à Rome en 1557 et entre à la cour du cardinal Michele Ghislieri, O.P., le futur pape Pie V, qui le nomme secrétaire personnel et protonotaire apostolique. En 1566 Rusticucci est secrétaire d'État. Le pape le donne la responsabilité de la majorité des affaires ecclésiastiques, en absence d'un cardinal nipote. En 1570 il est nommé évêque de Senigallia. Il est consacré le 26 novembre de la même année par Marcantonio Maffei avec comme co-consécrateurs Francesco Rusticucci (en) et Giuseppe Pamphilj (en).
Le pape Pie V le crée cardinal lors du consistoire du 17 mai 1570. Le cardinal est nommé camerlingue du Sacré Collège entre 1590 et 1592. En 1603 il est vice-doyen du Collège des cardinaux.
Rusticucci participe au conclave de 1572, lors duquel Grégoire XIII est élu, au conclave de 1585 (élection de Sixte V), aux deux conclaves de 1590 (élection d' Urbain VII et de Grégoire XIV), au conclave de 1591 (élection d'Innocent IX ) et au conclave de 1592 (élection de Clément VIII). 

## Succession apostolique
Girolamo Rusticucci a ordonné les évêques suivants :
- Évêque Claude Sozomene (1583)